# الحيوان الآلة
الحيوان الآلة (بالفرنسية: animal-machine)‏ فرضية إيثولوجية طرحها ديكارت ضمن إطار الفلسفة الميكانيكية، تقضي بأن الحيوانات هي عبارة عن آلات ليس لديها حس ولا شعور، وأفعالها ليست سوى أفعال انعكاسية استجابةً للمنبهات من الوسط المحيط. حظيت هذه النظرية بتأثير هام في زمانها لكنها فقدت أهميتها في الوقت الحاضر.
فيما بعد عمل ديكارت في كتاب «الإنسان» «Traité de l'homme» الذي صدر بعد وفاته سنة 1662 على تطوير تلك الفرضية لتصبح نمموذجا لفهم الظواهر الحية وتفسيرها حسب مبادئ الميكانيكا. تقوم نظرية الحيوان الآلة على مسلمات. مسلمة ميتافيزيقية تقضي بالتمييز بين النفس والجسد. فغذت ماتبينا بفضل ذلك التمييز الحدود الفاصلة بين ما هو فكر وبين ما هو امتداد. المسلمة الثانية والتي تقضي بنفي أي وظيفة بيولوجية عن النفس، لان وظيفتها الوحيدة تقتصر على التفكير فحسب. وثالثا بأن الجسم الحي كما الجماد، خاضع لقوانين الطبيعة الواردة في كتاب «العالم» ونعني قانون العطالة وقانون التصادم وقانون تكافؤ قوة الفعل وقوة رد الفعل.
وفرت تلك المسلمات المؤسسة لنظرية «الحيوان الآلة» الظروف الابستمولوجية لتأسيس الفيزيولوجيا الميكانيكية. هذه الظروف يمكن تلخيصها في النقاط التالية:
1. إلغاء الفرق النوعي بين العضوي واللاعضوي
2. كلا الجنسين من الكائنات يخضعان إلى نفس القوانين الفيزيائية.
3. تصبح الفيزيولوجيا على هذا النحو فرعا من فروع الميكانيكا.
4. الفيزيولوجيا الميكانيكية هي العلم الذي يجب أن يمهد لبناء الطب.